# María Josefa Almagro Gorbea
María Josefa Almagro Gorbea (Barcelona, 25 de noviembre de 1942) es una arqueóloga del Museo Arqueológico Nacional de España. Se define a sí misma como una arqueóloga por vocación y por herencia de sus familiares, tanto su padre como su abuelo.

## Biografía
Licenciada en Filosofía y Letras en 1965 por la Universidad Complutense de Madrid, en 1972 obtiene el doctorado con Premio Extraordinario.
El 29 de marzo de 1966 ingresa por oposición en el Cuerpo Facultativo de Archiveros, Bibliotecarios y Arqueólogos, (sección Museos) ocupando como primer destino la plaza de Directora del Museo de Ibiza, donde además de modernizar el Museo y montar la sede del Puig des Molins, desarrolló sus investigaciones sobre el mundo fenicio-púnico. El 19 de noviembre de 1967 es nombrada Conservadora del Museo Arqueológico Nacional, pero por necesidades del servicio permanece en Ibiza hasta 1968.
En marzo de 1980 es nombrada Directora del entonces Museo Nacional de Reproducciones Artísticas donde se centró en las labores didácticas. Desaparecido este al ser anexionado al Museo de Escultura de Valladolid, pasa a ocupar una plaza de conservadora en el Museo de Artes Decorativas de Madrid permaneciendo en dicha Institución hasta su jubilación en 2012.
En el momento de su incorporación al MAN, el entonces director Martín Almagro Basch, estaba planificando una importante renovación de dicha institución, por lo que la recién llegada participó activamente en las nuevas actividades y en la renovación de la instalaciones, con especial dedicación a las áreas de Prehistoria y de Colonizaciones. De esta última llegaría a ser Jefe de sección. También a su llegada es propuesta como secretaria del Museo al ser la funcionaria más joven de la plantilla, cargo que ejercerá desde enero de 1969 hasta octubre de 1971. De sus investigaciones ligadas a las colecciones del Museo podemos destacar las relativas a los ídolos postpaleolíticos o a las terracotas de Ibiza, así como a los yacimientos del Sureste peninsular como La Encantada (Almizaraque), El Tarajal, El Barranquete o Baria).
Tras una vida ligada al mundo de los museos, M.ª Josefa Almagro se define como arqueóloga tanto por vocación como por herencia.

## Obras más relevantes
- Anales de Prehistoria y Arqueología Vols. 5-6 (1989) - Artículos - ORÍGENES Y DESARROLLO DE LA ORFEBRERÍA IBÉRICA ESTUDIO Y PARALELOS EN LAS DAMAS DE BAZA Y DE ELCHE[2]
- Catálogo de las terracotas de Ibiza del Museo Arqueológico Nacional; Mª José Almagro Gorbea.[3]

- Los ídolos del bronce I hispano[4]